# Ejea de los Caballeros
Ejea de los Caballeros – miasto i gmina w Hiszpanii, we wspólnocie autonomicznej Aragonia, w prowincji prowincji Saragossa. Jest jednym z pięciu głównych miast w comarce Cinco Villas. W 2010 liczyło 17 344 mieszkańców.

## Miasta partnerskie
- Marmande (Francja)
- Portogruaro (Włochy)